# Hjernedød
Hjernedød er ophør af alle hjernens funktioner på grund af akut svær hjernesygdom eller hjerneskade. Det er ikke muligt at bringe en hjernedød til live igen, og tilstanden må ikke forveksles med koma, da en person i koma har hjerneaktivitet.
Hjernedød opstår, fordi blodtilførslen til hjernen ophører, og hjernen derfor ikke får tilført ilt og næring.
Ifølge Sundhedslovens § 176 er hjernedød sidestillet med hjertedød som dødskriterium.

## Diagnosticering
Hjernedød konstateres ved to hjernedødsundersøgelser med minimum en times mellemrum.
Ved hjernedødsundersøgelsen undersøger to læger sammen, om patienten reagerer på smertestimulation, kraftigt lys i øjnene og berøring på hornhinden. Lægerne undersøger også, om patienten reagerer, når der skylles med koldt vand i øret. Bagefter irriteres svælget og luftrøret for at se, om der kommer brækreflekser eller hoste. Endelig undersøges det, om patienten kan trække vejret uden respirator.
Hvis der ikke er nogen reaktioner ved undersøgelserne, erklæres patienten hjernedød.
I visse tilfælde suppleres den kliniske hjernedødsundersøgelse med en såkaldt opløbsarterieografi, hvor det ved hjælp af kontraststof undersøges, om der er blodtilførsel til hjernen.
Hvis den hjernedøde ikke er tilkoblet en respirator, vil hjertedøden indtræde i løbet af få minutter. Hjertedøden kan dog udskydes i op til nogle få dage ved hjælp af bl.a. respiratorbehandling, hvilket muliggør organdonation.